# ヨセフの息子たちを祝福するヤコブ (グエルチーノ)
『ヨセフの息子たちを祝福するヤコブ』（ヨセフのむすこたちをしゅくふくするヤコブ、英: Jacob Blessing the Sons of Joseph）は、イタリアのバロック絵画の巨匠グエルチーノが1620年ごろ、キャンバス上に油彩で制作した絵画である。画家がローマに赴く以前に描かれた。現在、ダブリンにあるアイルランド国立美術館に所蔵されている。ヤコブが孫息子のマナセとエフライムを祝福する『旧約聖書』の物語を描いている。

## 作品
主題は「創世記」 (48章:14) から採られている。ヤコブは、ヨセフの長男マナセに右手による一番の祝福を与えるべきところを次男エフライムに与え、エフライムの方がマナセより偉大な人物になると預言した。画面右側にいるヨセフは、父ヤコブの逸脱した行為に驚愕し、抗議をしている。グエルチーノは、この力強い構図を即座に仕上げた準備素描から生み出した。絵画は、人物の仕草と顔の表情で緊張と感情を伝える画家の能力を示している。主題を濃密に描くために、グエルチーノは暗色を基調とした色彩、光と影の劇的な相互作用、逞しく3次元的な人物像を用いている。 
作品のための最初期の現存するスケッチは、1615–1625年に制作された茶色のインクによるペン描きの習作 (シカゴ美術館) である。作品は元来、グエルチーノの常連の顧客であったフェラーラの教皇特使ヤコポ・セッラ枢機卿により委嘱されたが、1623年の彼の死後、フェラーラの教皇特使を引き継いだジュリオ・サッケッティ枢機卿の手に渡った。1629年には、イタリアを訪れていたスペインの巨匠ディエゴ・ベラスケスが本作を見ている。
1640年代に、サッケッティは作品を教皇インノケンティウス10世に派遣されたスペイン大使フアン・アルフォンソ・エンリケス・デ・カブレーラに贈り、彼の息子はマドリードのサン・パスクアル・バイロン (San Pascual Bailon) 教会に遺贈した。次いで1803年ごろ、作品はマヌエル・デ・ゴドイにより購入されたが、5年後の彼の受刑と亡命後、ふたたび売却された。1808年以前に制作された複製が現在、ナショナル・トラストによりサフォークのイクワース・ハウス で所蔵されている。1843年までに、オリジナル作品はノースウィック男爵ジョン・ラッシュアウトのコレクションに入ったが、彼の死後の1859年の競売で絵画市場に戻された。
その後70年間の本作の行方は不明であるが、1932年に美術史家ヘルマン・フォスによりパリで発見され、2年後、わずか120ポンドで美術史家デニス・マホンに購入された。彼は1997年に長期貸与の形で作品をアイルランド国立美術館に寄託したが、2008年にアイルランド国立美術館のためのイギリス基金 (British Fund)  を通して同美術館に寄贈した。作品は、2016-2018年に大がかりな修復のためJ・ポール・ゲティ美術館に送られた。